# Dreamhack
Dreamhack (marknadsfört som DreamHack) är en festival för datorspel, e-sport, spel- och hårdvaruutvecklare, cosplay, LAN och andra spelrelaterade kulturer. Dreamhack grundades i Malung 1994 och anordnas idag i Sverige, USA, Japan, Australien, Tyskland, Spanien och Indien. Festivalorganisationen ingår sedan 2022 i ESL FACEIT Group.

## Historia
Dreamhack arrangerades för första gången som ett demoparty 1994 av Martin Öjes och Kenny Eklund i en källarlokal på Malungs grundskola. År 1997 flyttades den årliga festivalen till Arena Kupolen i Borlänge.
År 2001 flyttades festivalen till Elmia i Jönköping och har sedan 2002 hållits två gånger per år i staden. År 2007 fick Dreamhacks grundare motta ett hederspris från Jönköpings kommun. Motiveringen var evenemangets betydelse för kommunen, näringslivet och stadens högskola. I Jönköping sattes 2010 det nya världsrekordet i antalet uppkopplade datorer i ett nätverk, 13 153 datorer, på Dreamhack. Sedan 2014 arrangeras på festivalen ett återkommande mästerskap i cosplay. 2024 hölls det sista Dreamhack i Jönköping, efter 30 års verksamhet i staden.
Under 2000-talet turnerade festivalkonceptet i Sverige. 2011 expanderade festivalen för första gången utomlands, till Valencia. Sedan dess har DreamHack-festivaler arrangerats internationellt i USA, Tyskland, Frankrike, Japan, Australien och Indien.
Bolaget bakom festivalen, DreamHack AB, såldes 2015 till mediekoncernen MTG för 244 miljoner kronor. 2020 gick bolaget ihop med systerbolaget ESL. År 2022 slogs det gemensamma bolaget ihop med brittiska Faceit och såldes av MTG till Savvy Games Group, ett datorspels- och e-sportbolag som ägs i sin helhet av Saudiarabiens statliga investeringsfond Public Investment Fund, för 9,7 miljarder kronor.

## Separata e-sportturneringar
Våren 2011 anordnade Dreamhack en separat e-sportturnering på Kulturhuset i Stockholm, "Stockholm Invitational". 2013 arrangerade Dreamhack Dota 2-ligan Dreamleague. De separata e-sportturneringarna arrangeras sedan ihopslagningen med ESL inte längre under DreamHacks varumärke.